# Denis de Sallo
Denis de Sallo, Sieur de la Coudraye, francoski pravnik, pisec in urednik, * 1626, Pariz, Francija, † 14. maj 1669, Pariz.
Znan je predvsem kot ustanovitelj in urednik prve znanstvene revije na svetu, Journal des sçavans.

## Življenje in delo
De Sallo je bil deležen klasične izobrazbe. Posvetil se je pravu in leta 1652 pridobil odvetniško licenco, a se je po tistem posvečal predvsem pravni teoriji in ni opravljal aktivne odvetniške službe. Deloval je tudi kot svetovalec v francoskem parlamentu. Pripadal je socialnemu krogu Jean-Baptista Colberta, finančnega ministra pod kraljem Ludvikom XIV., in je vzdrževal aktivne stike z vidnejšimi evropskimi intelektualci.
Leta 1665 je objavil prvo številko revije Journal des sçavans pod psevdonimom Sieur d'Hédouville. Ideja zanjo je bila podobna ideji zgodovinarja Françoisa de Mézerayja, ki je bil prav tako Colbertov prijatelj in je nekaj časa živel v isti palači kot de Sallo. Predvidevala je poročila o novostih in izumih z različnih področij naravoslovja in humanistike, odločitve sekularnih in verskih sodišč, recenzije nove strokovne literature in druge prispevke, ki bi utegnili zanimati sodobnega intelektualca.
Kot lojalen galikanist je de Sallo užival precejšnje zaupanje dvora in svobodo govora ter je prejel dvajsetletno licenco za izdajanje revije. Njegov psevdonim izvira iz imena vasi Hédouville, od koder naj bi izviral njegov služabnik. Revija pod njegovim uredništvom je pritegnila precejšnje zanimanje kroga intelektualcev v Franciji in širše po Evropi, a je bila ukinjena po trinajsti številki. Uradni razlog za to je bil, da ni pošiljal vsebine v pregled pred objavo, po mnenju zgodovinarjev pa so bili v ozadju vplivni ljudje, ki jih je revija kritizirala. Nekaj mesecev kasneje se je izhajanje nadaljevalo, tokrat pod uredništvom de Sallojevega asistenta Jeana Galloisa.
O de Sallojevem delu v zadnjih letih ni veliko podatkov, razen tega, da je bil urednik revije. Njegovo zdravje je pričelo pešati, tako da ni mogel več hoditi, kar pripisujejo sladkorni bolezni. Umrl je v začetku poletja 1669.